# Winston (Missouri)
Pour les articles homonymes, voir Winston.
Winston est un village du comté de Daviess, dans le Missouri, aux États-Unis,. Situé au sud-ouest du comté, il est incorporé en 1878.

## Histoire
Winston s'appelait à l'origine Crofton's Depot, et sous c'est sous ce dernier nom qu'il est créé en 1871 lorsque le chemin de fer est prolongé jusqu'à cet endroit. Les autres variantes du nom étaient Winstonville et Emporia. Le nom actuel vient de F. K. Winston, un fonctionnaire du chemin de fer. Un bureau de poste appelé Winstonville y est établi en 1872. Le nom est changé en Emporia, en 1879, et une fois encore en 1885.

## Démographie
Lors du recensement de 2010, le village comptait une population de 259 habitants. Elle est estimée, en 2016, à 253 habitants.

## Source de la traduction
- (en) Cet article est partiellement ou en totalité issu de l’article de Wikipédia en anglais intitulé « Winston, Missouri » (voir la liste des auteurs).